# 黃鶴僊
黃鶴僊（？—？），字友松，號煉菴，广东广州府番禺县籍，福建泉州府晋江县人，明末清初官员。

## 生平
晋江人，万历年间随祖入籍广东番禺。崇祯三年（1630年）庚午科广东乡试舉人，十三年（1640年）庚辰科進士，兵部观政，十五年授江西丰城县知县，后升礼部主事，又升礼部主客清吏司员外郎，改授云南道御史。国亡，自称柱下遗史，著有《东园草堂稿》。